# Sabrina Sabrok
Lorena Fabiana Colotta más conocida como Sabrina Sabrok (Lomas de Zamora, Buenos Aires, 4 de marzo de 1976), es una cantante, actriz, actriz pornográfica, modelo de glamour y presentadora mexicoargentina. Es residente de México, donde ha desarrollado mayormente su carrera.

## Biografía
Estudió cultura musical, canto y arte dramático en Buenos Aires, Argentina, titulándose como profesora de Cultura Musical e impartiendo clases en escuelas secundarias. Inició su carrera musical y televisiva en Argentina apareciendo en innumerables programas de televisión y comerciales de publicidad. En 1996 formó su grupo de Nu Metal llamado Primeras Impresiones. Al año siguiente, ella y su grupo de rock iniciaron la apertura del concierto de Marilyn Manson en Argentina. Sabrina y su banda han grabado seis álbumes. En 2000 inicia una gira con su grupo de rock visitando varios países, entre ellos México, donde realiza varios conciertos. En 2001 Sabrina Sabrok comienza a trabajar en Televisa México, país de donde obtuvo la nacionalidad tiempo después.
Ha realizado apariciones en un gran número de programas de televisión mexicana, como La Hora Pico (como modelo y actriz) en el canal 2 de Televisa.
En 2005 estuvo en la casa de Big Brother Vip donde obtuvo el cuarto lugar del Reality Show. En el mismo fue nominada 11 veces a ser expulsada de la casa, de la cual solo fue 8 veces lanzada a las llamadas del público, mismas que logró salir invicta; con lo cual se convirtió en la estrella con más nominaciones en la historia del Big Brother Vip. Se salvó de nominaciones en donde fueron expulsados figuras como Juan Osorio, Arturo Carmona, Raúl Araiza y Emir Pabón. Sus controversias dentro de la casa fueron muchísimas (sesión sadomasoquista con Rodrigo Vidal; show lésbico con Sasha Soköl; pérdida de cabello en la ducha) por las cuales sus compañeros ansiaban que abandonara la casa, lo cual nunca sucedió. 
Tuvo un programa de televisión en el canal mexicano de vídeos musicales Telehit, titulado Sabrina, Para El Que Lo Aguante Todo, que trataba sobre sexualidad y era retransmitido en más de 60 países, entre ellos Estados Unidos, Argentina y España.
Sabrina apareció en las portadas de la revista Playboy México en julio de 2003 y  agosto de 2005, modelando desnuda en las dos ocasiones.
El 24 de marzo de 2006, Sabrina inmortalizó sus senos al dejarlos plasmados en la Plaza de las Estrellas, lugar donde se encuentran las huellas de grandes figuras del medio artístico mexicano.
Es la celebridad con los pechos más grandes del mundo, Se ha realizado múltiples operaciones de aumento de pecho, entre ellas una realizada en febrero de 2006, por la que pasó a tener un busto de 7 kg. En noviembre de 2008 se vuelve a operar para lograr que su pecho pese 10 kilos. Se ha realizado en total 15 operaciones de pecho, con la última su busto ha llegado a pesar alrededor de 18 kg.
Grabó la versión de la canción "Rebel Yell" de Billy Idol, con la cual se posicionó en el primer lugar del Top 40 de las estaciones de Radio de Bulgaria.
El 24 de febrero de 2012 recibió la Luminaria de Oro en Plaza Galerías De Las Estrellas como la cantante de rock con mayor proyección en Europa.
En 2016, se presentó en el festival de Heavy Metal Knotfest México de ese año, por la cual recibió críticas en su mayoría negativas al realizar actos obscenos durante su presentación.

## Filmografía
- Son de diez (1992) - Sofía
- Zona de riesgo (1993) - Daniela
- La hermana mayor (1995) - Cristina
- 90-60-90 modelos (1996) - Laura
- Modart a la noche (1997)
- Buenos vecinos (1999) - Mariana
- La hora pico (2001-2005) - Modelo / Actriz
- Big Brother VIP (2005) - Concursante
- Sabrina (2006-2008) - Conductora
- Sábado dolce vita (2006) - Ella misma
- Bailando por un sueño (2008) - Ella misma
- Las nenas de Sabrina (2009) - Conductora

## Discografía

### Con Primeras Impresiones
- 1997: Primeras Impresiones I (Producción independiente)
- 1998: Primeras Impresiones II (Producción independiente)
- 1999: Primeras Impresiones III (Producción independiente)
- 2001: Primeras Impresiones IV (Opción Sonica, México)
- 2002: Sodomizado Estás... (Bakita/Ludell/Fonovisa, México)

### Solista
- 2006: Sabrina (EP Sabrina Sabrok Records)
- 2008: Jugando Con Sangre (LP Sabrina Sabrok Records)
- 2009: Antisocial (EP Interscope Records)
- 2011: Muy Pronto (Rotten Mindx Interscope Records)
- 2013: Welcome To The Human Race
- 2016: Dangerous Love
- 2016: Deal with the Devil